# Alessandro Politi
Alessandro Politi (Savignano sul Rubicone, 3 marzo 1976) è un comico italiano.

## Carriera
È laureato in ingegneria informatica. Dopo aver presentato molti concorsi di cabaret (tra tutti quello nel 2000/2001 al Gran Pavese di Bologna), recita una parte nel film Un amore perfetto (2001), commedia romantica diretta da Valerio Andrei. Nello stesso anno collabora con Alessandro Greco e Federica Panicucci alla produzione del programma televisivo Una canzone per te e ancora con Greco e con Laura Freddi nella produzione di Portami al mare e fammi sognare.
Nel 2003 entra a far parte del Laboratorio Artistico di Zelig, apparendo prima in Zelig Off nella stagione 2003/2004/2005 e l'anno dopo a Zelig Circus, dove presenta il personaggio del mago Martin Scozzese, strampalato illusionista che si definisce Grande Mago per le sue capacità. Di poche parole, con un maldestro accento anglosassone e accolto dalle note di "Scotland the Brave", accompagna le sue magie sotto gli occhi divertiti di Claudio Bisio e Vanessa Incontrada, allontanando questi ultimi dalla scena "for cortesy". Il suo personaggio è uno dei più amati tra le new entry provenienti da Zelig Off, tanto da essere elogiato dal famoso critico tv Aldo Grasso del Corriere della Sera. Resta a Zelig Mediaset fino al 2008/2009 , per poi passare in Rai.
Nel 2007 intraprende la via del cinema iscrivendosi all'Accademia del Cinema di De Laurentiis a Roma. E nel 2008 il suo primo cortometraggio come protagonista, cortometraggio drammatico "Diario di un Serial Killer" diretto dal regista Antonio Bonifacio.
Dal 2009 passa in Rai per una serie di programmi in prima serata di cui sarà protagonista.
Voglia d’Aria Fresca con Carlo Conti (Raiuno).
Nel nome del Cuore con Carlo Conti (Raiuno).
Miss Italia nel Mondo (Raiuno 2010 Jesolo).
Premio del Cinema Internazionale Rodolfo Valentino (diretta Raiuno 2010 Sardegna).
È una presenza fissa dello Zecchino d'oro dal 2010 con il suo personaggio comico Martin Scozzese sulle reti RAI.
A casa di Paola (Perego) (Raiuno 2011).
Quelli che il Calcio Rai2 con Nicola Savino (2014/2015) (28 puntate).
Nel 2014 alcuni pezzi dei suoi sketch dove veste i panni del personaggio Martin Scozzese vengono riproposti grazie alla versione Giapponese del Guinness World Records in onda sulle reti Nipponiche per la produzione Media Research di Haruna Takanosu.
Nel 2016 partecipa come concorrente alla terza edizione di Tú sí que vales.